# Lukas Herzog (Basketballspieler)
Lukas Herzog (* 10. September 2001 in Stuttgart) ist ein deutscher Basketballspieler.

## Laufbahn
Herzog begann seine Basketball-Vereinskarriere beim BBC Stuttgart, 2015 wechselte er gemeinsam mit seinem Zwillingsbruder Manuel in die Jugendabteilung der BSG Ludwigsburg, nachdem er im Vorjahr bereits mit einer Doppellizenz für beide Vereine im Einsatz gewesen war.
Herzog schaffte den Sprung in die Herrenmannschaft der BSG Basket (2. Regionalliga Südwest) und spielte für die Mannschaft der Ludwigsburger Basketball-Akademie, zunächst in der Jugend-Basketball-Bundesliga, dann auch in der Nachwuchs-Basketball-Bundesliga. Am 7. Januar 2018 erhielt er seine ersten Spielminuten bei den MHP Riesen Ludwigsburg in der Basketball-Bundesliga. Am 6. Februar 2018 hatte er seine ersten Einsatzminuten in der Champions League. Im August 2018 wurde Herzog deutscher U18-Meister im „3-gegen-3-Basketball“.
In der Spielzeit 2019/20 wurde er mit Ludwigsburg deutscher Vizemeister, er erzielte im Saisonverlauf in der Bundesliga 2,3 je Begegnung. In der Saison 2021/22 gewann er mit der Mannschaft im europäischen Vereinswettbewerb Champions League die Bronzemedaille.
In der Sommerpause 2022 wechselte Herzog innerhalb der Bundesliga nach Heidelberg. Nach einem Spieljahr ging er zu den Bamberg Baskets weiter. Für die Oberfranken bestritt Herzog im Laufe des Spieljahres 28 Bundesliga-Einsätze und kam im Durchschnitt auf 1,1 Punkte je Begegnung.
Er schloss sich während der Sommerpause 2024 dem Zweitligisten PS Karlsruhe an. In 35 Ligaspielen für Karlsruhe erzielte er im Durchschnitt 10 Punkte je Begegnung. 2025 wurde Herzog vom Bundesligisten Würzburg Baskets verpflichtet.

### Nationalmannschaft
Im Altersbereich U15 schaffte Herzog den Sprung in den Kader des Deutschen Basketball-Bundes und nahm 2017 mit der U16-Nationalmannschaft an der Europameisterschaft teil. 2019 wurde er in der Spielart „3-gegen-3“ in die deutsche U18-Nationalmannschaft berufen. In der herkömmlichen Basketball-Variante wurde er mit der U18-Nationalmannschaft bei der EM 2019 Elfter. Im Sommer 2021 nahm Herzog mit der U20-Nationalmannschaft an der FIBA U20 European Challenge in Tiflis teil und wurde mit seiner Mannschaft Zweiter bei diesem Turnier.
2025 gehörte Herzog der deutschen A2-Nationalmannschaft an, die den vierten Platz bei der in Nordrhein-Westfalen veranstalteten Sommeruniversiade erreichte.